# Football Club Pyunik (féminines)
Maillots
La section féminine du Football Club Pyunik (en arménien : Փյունիկ Ֆուտբոլային Ակումբ), plus couramment abrégé en FC Pyunik, est un club arménien féminin de football basé à Erevan.

## Historique
Le FC Pyunik est promu en première division arménienne en 2023. Dès la saison de sa promotion, le club remporte le championnat.

## Palmarès
Championnat d'Arménie (2) :
- Champion en 2024 et 2025